# Metalinhomoeus biformis
Metalinhomoeus biformis is een rondwormensoort uit de familie van de Linhomoeidae. De wetenschappelijke naam van de soort is voor het eerst geldig gepubliceerd in 1974 door Juario.